# Селесте Стар
Селесте Стар (на английски: Celeste Star) е американска порнографска актриса и еротичен модел, родена на 28 декември 1985 г. в град Помона, Калифорния, САЩ.
Тя е от смесен етнически произход – мексикански, шотландски и ирландски.

## Кариера
Дебютира като актриса в порнографската индустрия през 2004 г., когато е на 19-годишна възраст.
В началото на кариерата си снима няколко сцени с мъже, но след това започва да прави самостоятелни сцени или само с жени. Участва в продукции на студията „Digital Playground“, „Elegant Angel“, „Shane’s World“ и др.
Избрана е за любимка на Пентхаус за месец юли 2005 г. и е момиче на корицата на списание Хъслър през март същата година.

## Награди и номинации
Носителка на награди
- 2005: Пентхаус любимец за месец юли.[4]

Номинации
- 2008: Номинация за AVN награда за най-добра сцена със соло секс – „Всички сами 2“.[5]
- 2011: Номинация за AVN награда за най-добра секс сцена с тройка само с момичета – „Бони и Клайд“.
- 2011: Номинация за AVN награда за най-добра секс сцена с тройка само с момичета – за изпълнението на сцена във филма „Femme Core“.
- 2011: Номинация за AVN награда за най-добра сцена с групов секс само с момичета – за изпълнението на сцена във филма „Femme Core“.
- 2013: Номинация за AVN награда за най-добра поддържаща актриса – „Отмъщението на миньонките“.[6][7]
- 2013: Номинация за XBIZ награда за най-добра поддържаща актриса – „Отмъщението на миньонките“.
- 2014: Номинация за AVN награда за лесбийска изпълнителка на годината.[8]

Други признания и отличия
- 2005: Списание Хъслър: момиче на корицата за месец март.[3]
- 2006: Списание Cheri: курва на месец март.[9]